# Cetolith
Als Cetolithen werden fossile Überreste der knöchernen Ohrkapsel (Intratympanisch) oder Bruchstücke derselben von Walen genannt.
Es handelt sich hierbei um fossile Reste der für Wale typischen Bullae osseae als Verschmelzung von Felsenbein und Paukenbein, die als blasenförmige Knochenauftreibung („Gehörblase“) mit dem Schädel selbst nur locker durch Bänder verbunden sind und sich bei der Fossilisation davon lösen. Entsprechend werden sie häufig als isolierte Knochenreste gefunden.

## Belege
1. ↑  Stichwort „Cetolithen.“ In: Herder-Lexikon der Biologie. Spektrum Akademischer Verlag GmbH, Heidelberg 2003. ISBN 3-8274-0354-5.
2. ↑  Stichwort „Bulla ossea.“ In: Herder-Lexikon der Biologie. Spektrum Akademischer Verlag GmbH, Heidelberg 2003. ISBN 3-8274-0354-5.